# Ricardo Estarriol
Ricardo Estarriol Saseras  (Gerona, 27 de febrero de 1937-Viena, 15 de mayo de 2021) fue un periodista español afincado en Austria, especialista en la política del Bloque del Este. Corresponsal en Viena del diario La Vanguardia (1964-2002).

## Biografía
Descendiente del político e inventor Narciso Monturiol Estarriol (1819-1885). Estudió derecho, y periodismo en la Escuela Oficial de Periodismo de Madrid. Comenzó su trayectoria profesional como periodista en Los Sitios (Diario de Gerona) y en el Diario Regional de Valladolid. Posteriormente fue corresponsal en Madrid de la agencia de noticias Europa Press, antes de pasar al diario La Vanguardia en 1964, donde trabajaría hasta el 2002.
A los dieciséis años se unió al Opus Dei. Cinco años después, mientras cumplía el servicio militar, Josemaría Escrivá de Balaguer le preguntó si estaría dispuesto a trasladarse a Viena. En 1958 se trasladó a Viena para iniciar la labor apostólica de la Obra en Austria. Además de su actividad profesional, participó en la creación de varias instituciones educativas relacionadas con el Opus Dei, como el Birkbrunn Studentenhaus y el Delphin Club.

## Corresponsal en Austria: El Bloque del Este
Llegó a Viena como corresponsal de la agencia Europa Press (1958), si bien no se estableció definitivamente en la capital austriaca hasta 1964. 
Fue el primer periodista español y uno de los primeros periodistas occidentales, acreditados en el antiguo bloque del Este. Informó directamente para varios medios de comunicación españoles de diversos acontecimientos: la Primavera de Praga (1968), el conflicto fronterizo chino-soviético (1969), los ocho viajes de Juan Pablo II a Polonia (1979-2002), la llegada de Mijaíl Gorbachov a la presidencia de la URSS (1985), la caída del muro de Berlín (1989), las guerras de los Balcanes (1991-1995), o el colapso del bloque del Este. Expulsado de Belgrado durante el bombardeo de la OTAN (1999), consiguió entrar en Pristina en el primer convoy británico (1 de junio de 1999).
Mediante su amistad personal con el portavoz del Vaticano, Joaquín Navarro-Valls, fue un vínculo fiable para los periodistas austriacos sobre temas relacionados con el Vaticano durante el pontificado de Juan Pablo II.
Informó in situ a través de más de quinientos viajes por la región, generalmente entre Viena, Moscú y Varsovia y organizando una red de informadores. Durante las guerras yugoslavas, informó directamente desde la zona de guerra. Envió crónicas desde: Polonia, Checoslovaquia, Rumania, Bulgaria, Hungría, Yugoslavia, Albania y China.
Entrevistó a diversas personalidades del bloque del Este: Andréi Gromiko, Lech Wałęsa, Wojciech Jaruzelski, Václav Havel, o Andréi Sájarov, entre otros.

## Publicaciones
Como periodista y observador, Estarriol publicó análisis críticos de los desarrollos europeos antes y después del cambio hasta poco antes de su muerte.
Publicó el libro De la guerra fría a la nueva Europa. Memorias de un testigo. La Universidad de Harvard le publicó la monografía Aproximación soviética a la crisis polaca.
—Deberes cumplidos, tareas pendientes, Diproedisa, Madrid, 2002
—Un  corresponsal en el frío: Memorias de 40 años entre España y el Este de Europa, ed. Rialp, Madrid, 2021